# Маниса (вилајет)
Маниса (тур. Manisa ili) је вилајет у Турској. Популација вилајета износи 25.066 становника. Административни центар вилајета је град Маниса.